# Another Piece of the Action
Another Piece of the Action är ett samlingsalbum av det svenska synthpopbandet S.P.O.C.K. Albumet gavs ut 2012 i samband med att bandet genomförde en konsert på Kinetik Festival i Kanada. På albumet finns låtar tidigare utgivna via mellan 1996 och 2001 från albumen Assignment: Earth, S.P.O.C.K: 1999 och 2001: A S.P.O.C.K Odyssey samt singeln Klingon 2000.

## Låtlista
1. The Awakening
2. Reactivated
3. E.T. Phone Home (Radio C-C-Cut)
4. Dr. McCoy (Classic)
5. Where Rockets Fly (Original Version)
6. Alien Attack
7. Queen Of Space (Single Version)
8. Wolf In The Fold
9. Satellites (Single Version)
10. Not Human
11. Spacewalk
12. Astrogirl's Secret
13. Speed Of Light
14. Out There
15. All The Children Shall Lead
16. Mr. Jones
17. Star Pilot On Channel K
18. Klingon 2000 (Radio Mix)
19. Dream Within A Dream